# Sonetti lussuriosi
Sonetti lussuriosi è una raccolta di sonetti a sfondo erotico del poeta toscano Pietro Aretino, risalenti al 1525.
I sonetti furono ispirati da incisioni erotiche (se non pornografiche) realizzate da Marcantonio Raimondi su disegni di Giulio Romano, pubblicate una prima volta nel 1524 sotto il titolo I Modi o Le 16 posizioni e successivamente, insieme ai Sonetti, nel 1527.

## Storia

### L'originale

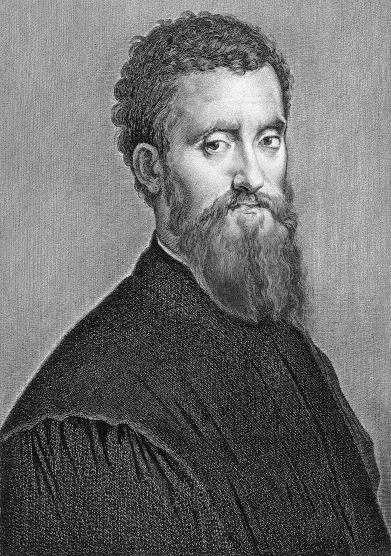
Giulio Romano, Autoritratto (1540)

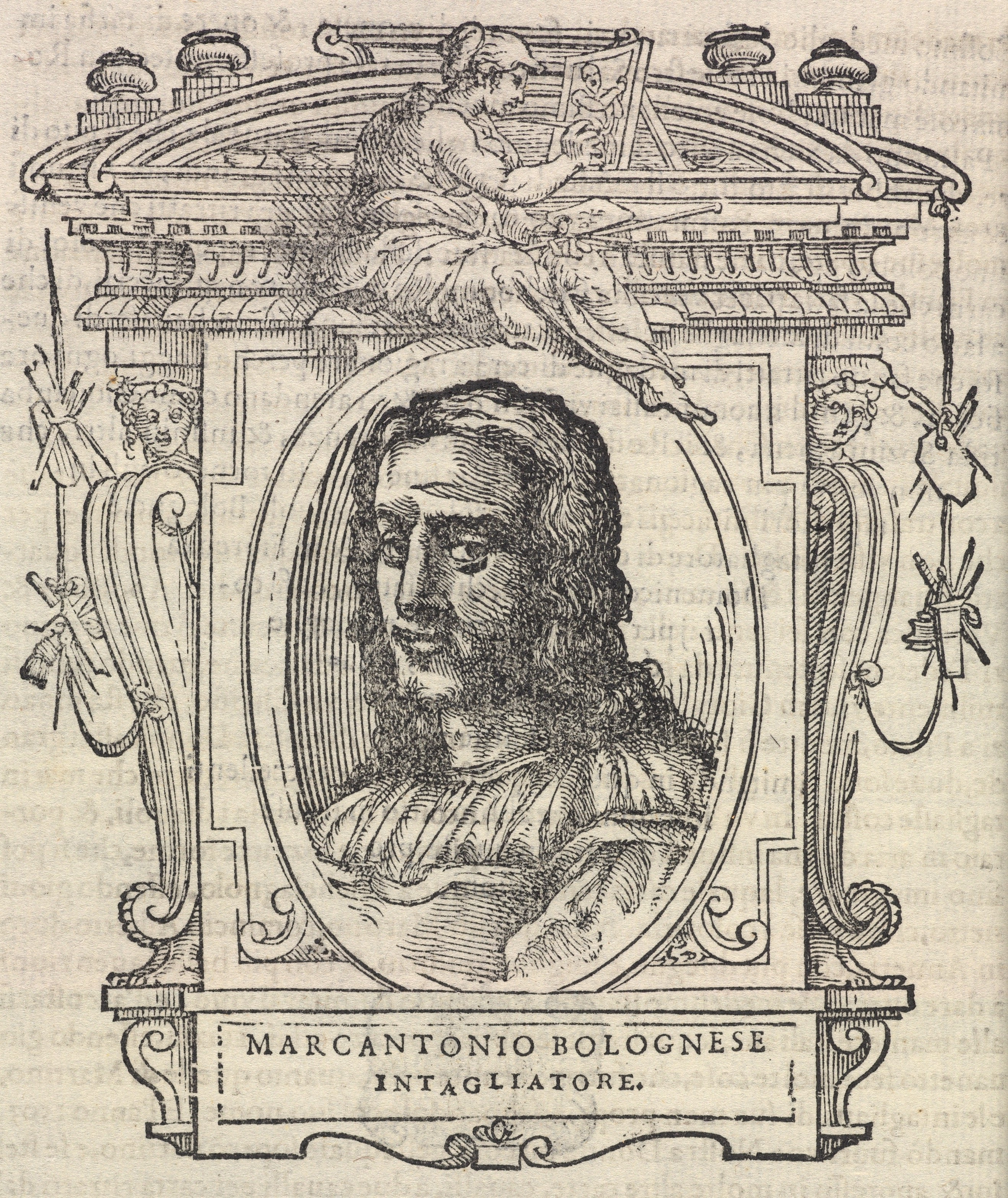
Marcantonio Raimondi ritratto nelle Vite del Vasari

Alla realizzazione de I Modi contribuirono tre figure eminenti del Rinascimento italiano: il pittore Giulio Romano, l'incisore Marcantonio Raimondi e il poeta Pietro Aretino.
Secondo una tradizione, Giulio Romano, discepolo di Raffaello, avrebbe disegnato sedici scene erotiche come forma di protesta per una retribuzione insoddisfacente ricevuta dal papa. Questi disegni rappresentavano diverse posizioni sessuali. Raimondi incise le scene su rame, creando sedici stampe pornografiche che si diffusero rapidamente a Roma, creando scandalo negli ambienti ecclesiastici. L'Aretino, amico di Raimondi, compose un sonetto per ciascuna incisione, utilizzando un linguaggio volgare e di deliberata rottura con il petrarchismo allora in voga.
Intorno al 1524, Aretino fece stampare un libro contenente le incisioni e i sonetti, probabilmente intitolato Sonetti sopra i XVI modi. Poiché le incisioni originali erano in rame, per accostarvi il testo sarebbe stato necessario un secondo passaggio di stampa, difficile da realizzare; si ipotizza quindi che furono ridotte in formato da uno xilografo per adattarle al testo tipografico.
Poco dopo la stampa, tutte le copie di questo "testo originario della pornografia moderna" furono sequestrate e bruciate per ordine di papa Clemente VII. Raimondi fu incarcerato, e il 28 luglio 1525 Aretino fu vittima di un attentato con un pugnale, dal quale uscì gravemente ferito. Poco dopo, lasciò Roma rifugiandosi a Venezia, passando per Mantova.
L'opera fu quindi ritenuta perduta, almeno nella sua versione originale.
(Danilo Romei, Sonetti lussuriosi (op. cit. in bibliografia), p. 30)

### Il ritrovamento
Nel 1928 l'antiquario Walter Toscanini, figlio del direttore d'orchestra Arturo Toscanini, acquistò un esemplare dei Sonetti. Max Sander ne diede notizia nel 1929 in un articolo apparso sulla Zeitschrift für Bücherfreunde, senza però indicare dettagli precisi sul ritrovamento. Sander identificò il volume come una copia di quello menzionato da Aretino in una lettera del 9 novembre 1527 al diplomatico Cesare Fregoso:
(Pietro Aretino, Lettere, tomo I, libro I, 10, p. 66. (Edizione nazionale delle Opere di Pietro Aretino, vol. IV, 1997))
Il volume misurava 160 x 100 mm, con coperta in pergamena morbida, chiusura con nastri verdi in seta e taglio decorato. I Sonetti erano collocati alla fine del volume: a causa di una lacuna meccanica (caduta di una pagina, scomparsa), mancavano il quinto e il sesto sonetto e le relative incisioni. Erano presenti anche due diversi sonetti con funzione di epilogo.
Il libretto ritrovato era rilegato insieme ad altri quattro testi erotici: i due testi di Lorenzo Venier, un anonimo poemetto satirico (Il Manganello) e un Processus contra ser Catium Vinculum, in prosa, in latino maccheronico. Le caratteristiche tipografiche indicavano che i Sonetti costituivano una stampa indipendente rispetto agli altri testi, cui erano stati legati insieme per affinità tematica.
Nel 1978 l'esemplare fu venduto all’asta da Christie's a New York e acquistato dal collezionista Hans Peter Kraus. Successivamente fu ceduto al collezionista ginevrino Gérard Nordmann, che concesse i facsimili all'Edizione nazionale delle Opere di Pietro Aretino. Nel 2006, l’esemplare fu nuovamente battuto all’asta da Christie’s a Parigi, raggiungendo il prezzo di 325.600 euro, da un acquirente rimasto anonimo.
Gli studiosi hanno classificato l'esemplare come "T" (T1-T16). Su di esso si sono basate numerose edizioni: 1982, 1984, 1992 1999 e 2003.
La numerazione e la sequenza dei sonetti variano notevolmente a seconda delle edizioni e delle fonti manoscritte.
Una nuova edizione critica dei Sonetti lussuriosi è stata approntata dall'italianista Danilo Romei nel 2013-2019. Nella sua pubblicazione Romei, lamentando la mancanza (fino ad allora) di un'edizione critica filologicamente rigorosa, giunge a ritenere apocrifi 13 sonetti (indicati con numeri romani da I a XIII) presenti nelle edizioni dal '700 in poi, e individua 18 componimenti (indicati con cifre arabe 1-18) univocamente autentici: i sedici sonetti composti dall'Aretino per accompagnare le altrettante illustrazioni di Giulio Romano e Raimondi, preceduti da un proemio e seguiti da un epilogo. L'edizione curata da Romei, accessibile in rete, è adottata come base testuale del presente articolo.

## Analisi
Dal punto di vista formale, Aretino utilizza prevalentemente la struttura del sonetto caudato, variante del sonetto classico caratterizzata da un'appendice, detta coda, che prolunga la composizione con tre versi aggiuntivi. Questa forma poetica, ben attestata nella letteratura burlesca del Rinascimento italiano, si compone dunque di diciassette versi: due quartine, due terzine e una coda formata da un settenario e due endecasillabi. L'utilizzo di tale struttura, insolita per la lirica erotica, rafforza l'intento parodico dell'opera.
L'opposizione al petrarchismo è uno degli elementi fondamentali della poetica dell'Aretino. I Sonetti lussuriosi si pongono come una sorta di “anti-Canzoniere”, in cui l'oggetto del desiderio non è più la donna angelicata e silenziosa, ma una figura corporea, esplicita, sessualmente attiva. Lontano dall'ideale cortese di inaccessibilità, la donna nei sonetti aretiniani è pienamente presente, consenziente, spesso dominante nel rapporto erotico. Aretino rovescia così le convenzioni del petrarchismo, che esaltava l'amore platonico e la sublimazione del desiderio, per celebrare il piacere fisico in modo diretto, realistico e volutamente osceno.
La funzione dell'oscenità non è soltanto provocatoria, ma anche poetica e ideologica. L'uso di un linguaggio sessualmente esplicito, spesso crudo, rientra in una precisa scelta stilistica e culturale: rompere con i tabù morali e letterari, smascherare l'ipocrisia sociale e religiosa, restituire alla corporeità un ruolo centrale nell'esperienza umana. La violazione sistematica della soglia del pudore ha una valenza sia comica sia polemica. In tal senso, l'opera si colloca pienamente nella tradizione burlesca e satirica rinascimentale, ma assume anche una dimensione di letteratura contro le convenzioni, in grado di sovvertire norme e codici prestabiliti.
I sonetti, pur nella loro apparente trivialità, realizzano inoltre una forma di teatralità testuale. La struttura dialogica, la presenza di voci e punti di vista multipli, la tensione tra descrizione e invettiva, narrazione e commento, conferiscono al testo una complessità sorprendente. L'alternanza tra registri - dal volgare al lirico, dal comico al parodico - rivela la raffinata maestria retorica di Aretino e la sua capacità di trasformare anche la pornografia in letteratura.
| #            | Sonetto                                         | Illustrazione |
| ------------ | ----------------------------------------------- | ------------- |
| 1 (proemio)  | Questo è un libro d'altro che sonetti           | —             |
| 2            | Fottiamci, anima mia, fottiamci presto          | Immagine      |
| 3            | Mettimi un dito in culo, caro vecchione         | Immagine      |
| 4            | Questo cazzo voglio io, non un tesoro           | Immagine      |
| 5            | Quest'è pur un bel cazzo e lungo e grosso       | Immagine      |
| 6            | Perch'io prov'or un sì solenne cazzo            | Immagine      |
| 7            | Sta' cheto, bambin mio, ninna ninnà             | Immagine      |
| 8            | O' 'l metterete voi? Ditel, di grazia           | Immagine      |
| 9            | E' saria pur una coglioneria                    | Immagine      |
| 10           | Tu m'hai il cazzo in la potta, e 'l cul mi vedi | Immagine      |
| 11           | Io 'l voglio in cul, tu mi perdonerai           | Immagine      |
| 12           | Apri le cosce, acciò ch'io vegga bene           | Immagine      |
| 13           | Marte, maledettissimo poltrone                  | Immagine      |
| 14           | Dammi la lingua e appunta i piedi al muro       | Immagine      |
| 15           | Non tirar, futtutello di Cupido                 | Immagine      |
| 16           | Miri ciascuno, a cui chiavando duole            | Immagine      |
| 17           | Tu pur a gambe in collo in cul me l'hai         | Immagine      |
| 18 (epilogo) | Vedute avete le reliquie tutte                  | —             |

## Le incisioni

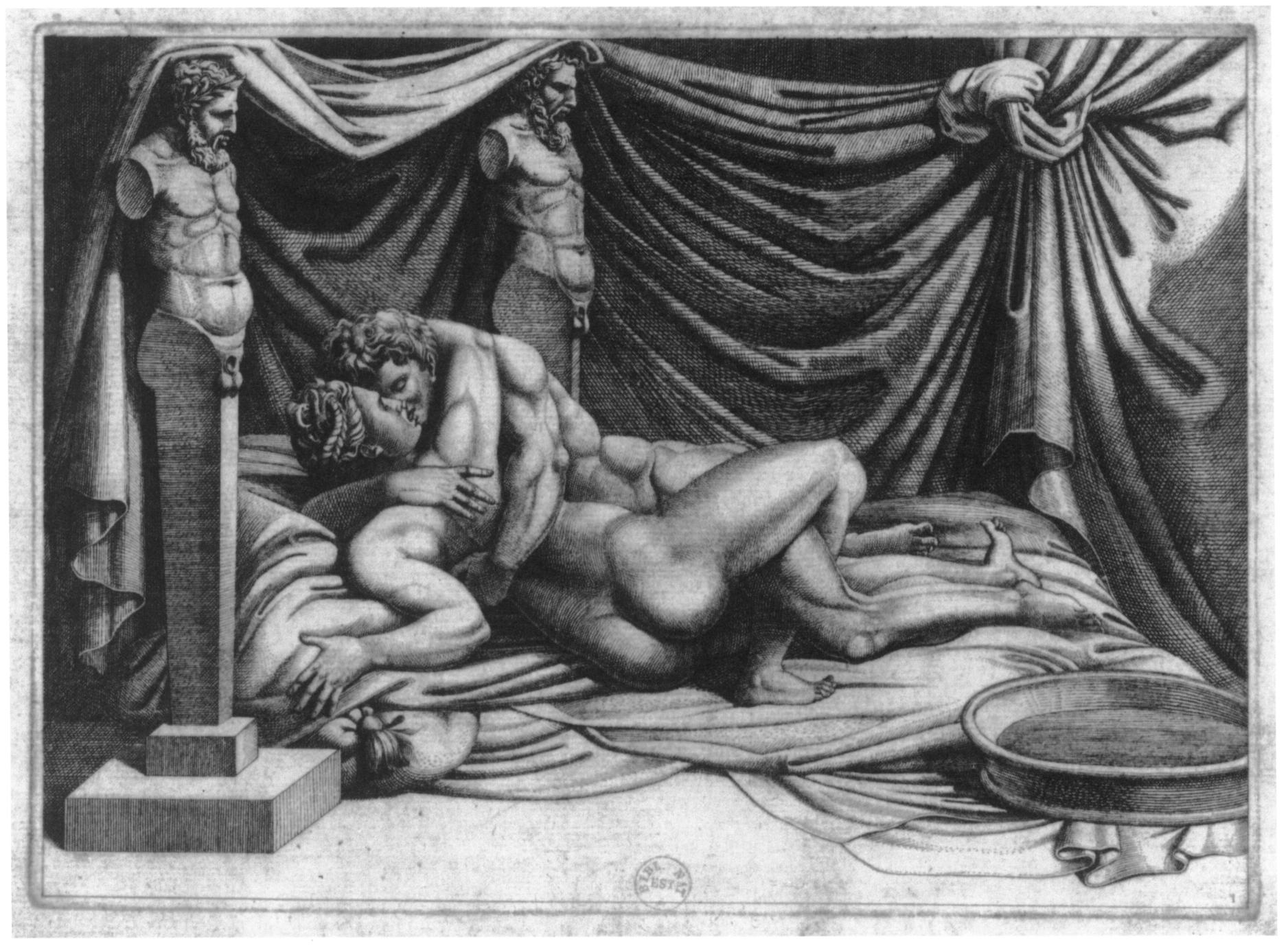
Disegno a penna e inchiostro tratto da un'incisione di Marcantonio Raimondi. A questa tavola è associato il sonetto «T1» (BnF, planche n°1, Réserve AE-52-PET FOL)

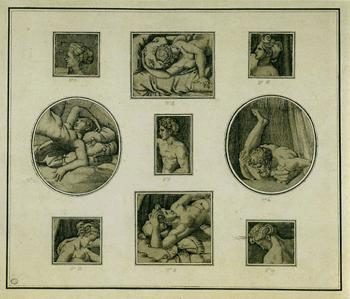
Nove frammenti di incisioni attribuite a Marcantonio Raimondi.

Nel caso de I Modi non è chiaro cosa sia più celebre: le illustrazioni o i Sonetti lussuriosi che le accompagnano.

### Le poche immagini sopravvissute
L'anglista e storico dell'arte James Grantham Turner ha tuttavia messo in dubbio l'autenticità dell’esemplare illustrato in alto a sinistra, la cosiddetta “planche n°1”:

### «Arétin» come nome comune

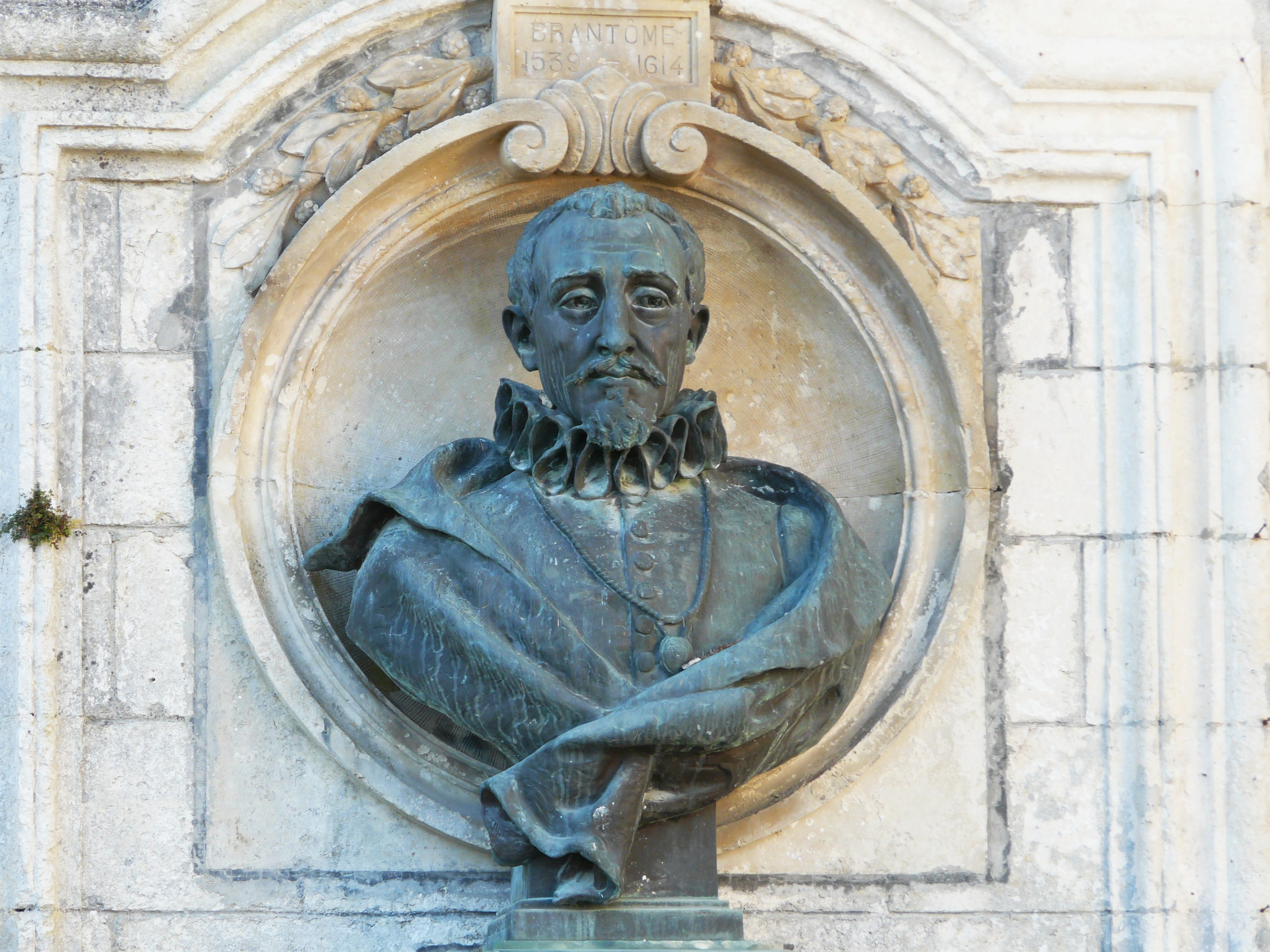
Busto di Brantôme sopra la fontana dell’abbazia di Saint-Pierre a Brantôme

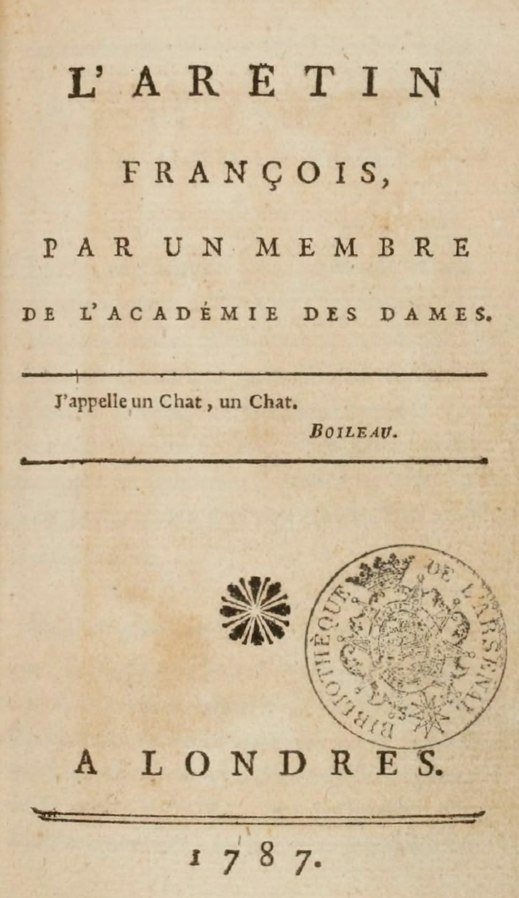
François-Félix Nogaret, L'Arétin François, 1787

In Francia, raffigurazioni erotiche simili sono state designate con il nome generico «L’Arétin».
Lo scrittore Pierre de Brantôme, nelle sue memorie, racconta gli effetti erotici provocati dalla visione delle incisioni e dalla lettura dei Sonetti lussuriosi. Nella celebre raccolta La Vie des dames galantes (1585), descrive dettagli della vita sessuale dell’aristocrazia dell’epoca e attribuisce agli Arétins una funzione didattica:
Nel 1787 apparve L’Arétin François, una raccolta di poesie erotiche dello scrittore François-Félix Nogaret, corredata da esplicite illustrazioni dell’artista Antoine Borel.
Nel 1892, il pittore e incisore francese Paul Avril pubblicò una nuova e fortunata edizione degli Arétins, illustrando i Sonetti lussuriosi con immagini esplicite e provocatorie.

## Censura
Già nel XVI secolo l'opera ricevette una fortissima opposizione da parte delle autorità ecclesiastiche e secolari. Le incisioni vennero ripetutamente vietate e distrutte su ordine papale. Già nel 1524, dopo l'uscita della prima serie incisa da Marcantonio Raimondi (senza i testi di Aretino), papa Clemente VII ordinò la confisca e la distruzione delle stampe; l'artista fu persino incarcerato per un breve periodo. Anche la seconda edizione (1530-1536), accompagnata dai sonetti di Aretino, fu oggetto di una censura severissima. Pochissime copie sopravvissero; si ritiene che la maggior parte delle incisioni e dei manoscritti sia andata distrutta in seguito agli interventi delle autorità ecclesiastiche, in particolare dell'Inquisizione.
A partire dal XVII secolo, I Modi vennero completamente rimossi dal discorso pubblico e dal patrimonio iconografico accessibile. Poco dopo la morte dell'Aretino, l'intera sua opera fu inserita da papa Paolo IV nella prima edizione dell'Indice dei libri proibiti, elenco delle pubblicazioni proibite dalla Chiesa cattolica, e dimenticata per secoli, fino alla riscoperta avvenuta in epoca moderna. La radicale censura cui fu sottoposta testimonia quanto le immagini e i testi dell'opera venissero percepiti come una sfida intollerabile non solo alla morale pubblica, ma anche all'ordine sociale e religioso dominante.

## Ricezione
(Francesco de Sanctis, Storia della letteratura italiana, Napoli 1879, capitolo XV Pietro Aretino, p. 127)
Malgrado la repressione, I Modi esercitarono un'influenza duratura nell'arte e nella letteratura erotica europea. La combinazione di immagini esplicite e poesia letteraria contribuì a delineare un nuovo canone per l'arte erotica rinascimentale. I sonetti di Aretino, scritti in uno stile diretto e ricco di doppi sensi, sono considerati tra i primi esempi di letteratura pornografica moderna. La loro influenza si può rintracciare nella produzione poetica licenziosa dei secoli successivi, nonché in alcune opere letterarie barocche e libertine.
Le incisioni, benché in gran parte perdute, furono copiate e reinterpretate da numerosi artisti successivi. L'opera costituì un modello per rappresentazioni erotiche che, pur muovendosi in ambito clandestino, continuarono a circolare in copie manoscritte, stampe anonime o adattamenti parodici, anche nei secoli XVIII e XIX.
Michael Nyman, compositore famoso soprattutto per la colonna sonora di Lezioni di piano, nel novembre 2008 ha musicato otto sonetti in un CD intitolato 8 Lust Songs: I sonetti lussuriosi, interpretati dal soprano Marie Angel.

### Storia della trasmissione
La trasmissione de I Modi è segnata da perdite consistenti e frammentarietà. Nessuna delle due edizioni originali complete è giunta fino a noi: della prima serie di Raimondi (1524) restano solo copie di una o due tavole; della seconda serie (1530-1536) con i sonetti di Aretino sopravvivono pochi versi tramandati da fonti secondarie. Le immagini di Agostino Carracci, realizzate alla fine del XVI secolo, costituiscono la più importante testimonianza grafica sopravvissuta, benché si tratti di rielaborazioni e non di copie fedeli delle incisioni originali.
Nel XIX e XX secolo, studiosi e collezionisti iniziarono a interessarsi nuovamente all'opera, tentando di ricostruirne i contenuti attraverso frammenti iconografici e riferimenti letterari. Alcune moderne edizioni critiche cercano di restituire l'aspetto originario de I Modi combinando le incisioni superstiti, i sonetti noti e gli studi d'epoca.